# B.A.D.事件簿
《B.A.D.事件簿》（英語：“B.A.D.”Beyond Another Darkness）是日本的輕小說作品。作者為綾里惠史，插畫是kona。為第11屆Entame大獎小說部門優秀賞的得獎作品，最初參賽時作品名為《B.A.D -繭墨阿座化與小田桐勤的怪奇事件簿-》。

## 概要
傲慢而冷酷，自我中心的14歲少女繭墨阿座化。具有異能的她，身穿哥德蘿莉服裝，手持紙傘與異界聯繫，與死者進行溝通。但是她的力量只用於自身的娛樂。殘酷而痛苦，醜陋而美麗的神祕幻想（Mysterious fantasy）。

## 大綱
不接受一般委托的繭墨靈能偵探事務所。在那兒工作的小田桐勤，每日因身在充滿著巧克力香味的事務所，以及面對著所長繭墨阿座化的自我行為而生活在壓力之中。在某一天，在廢棄大樓之間發生不明人士的內臟掉落的事件。然後一名女性出現在事務所中並道出「那內臟是自殺的姐姐的。」…？

## 登場人物

### 主要人物
繭墨 阿座化
繭墨靈能偵探事務所的所長，是具有異能的14歲少女。以紅色紙傘作媒介與異界接觸，能聽到死人說話，也能夠進入人的夢境。性格傲慢而冷酷而任性。身穿黑色哥德蘿莉服，每日也吃著巧克力。追求娛樂，討厭無聊。
追尋著哥哥的蹤跡，以「有趣」為理由而救助瀕死的小田桐，顧用其為助手。
被尊為異能的一族・繭墨家的『活神』，被族人所崇拜，支配著一族。繭墨家的歷史以來，因有著強大的力量爾而稱為初代『阿座化』的轉生，而本人打從心底嫌惡被人崇拜、被人依賴。
『阿座化』這名是給予被選為繭墨家活神的女子，在繼承阿座化之名前有著另一個名。
小田桐 勤
19歲。繭墨靈能偵探事務所唯一的員工。煙民。
本來是平凡的高中生，因阿座化之兄・日斗的關係，肚中被孕育著『鬼』。在瀕死時偶然與阿座化相遇，被救助性命。其後在繭墨靈能偵探事務所中工作，被阿座化的任性所左右，只有微薄薪水作經費生活，因工作內容而窺看別人內心的黑暗，每日因此持續累積著壓力。因肚子的鬼的關係，而不能離開阿座化身邊，
繭墨 日斗
阿座化之兄，前任『阿座化』之子，17歲。具有異能，能把無法實現的願望實現。經常戴著狐狸面具，手持藍色的紙傘。
因前任執著『阿座化』的地位，將其當成女子，『阿座化』繼任人來養育，直至現任阿座化的出現繼承『阿座化』後，逃離繭墨家。因對繭墨家的怨恨以及自身的娛樂，引起各式各樣的怪異事件。
嵯峨 雄介
高校3年生。因親父・雄二郎的家庭暴力，被親母當成壓力的舒發點而受到虐待。在親母死亡後，與新到來的繼母・朝子及妹妹・秋的關係良好，抱有家族間的親情。但是，因為雄二郎的家暴，導致朝子和秋一同自殺，雄介下定決心要向雄二郎復仇。興趣是製作標本，把死後的朝子和小秋的骨頭保存起來。
雨香
小田桐肚裡孕育的『鬼』
七瀨 七海
房東的孫女，小學五年級
水無瀨 白雪
於兄長白峰離開水無瀨家後，繼任族長。喜歡小田桐，於事件結束後，寫了一封戀歌給小田桐。
水無瀨 幸仁
白雪的從者
白木 綾
日斗製造出來的人偶，事件結束後與七海同居。

### 繭墨家
繭墨 千花
繭墨家的族長代理
繭墨 久久津
繭墨家的下人

### 水無瀨家
水無瀨 白峰
白雪的兄長，前任族長。
水無瀨 柚木乃
白峰之妻。

### 雁屋家
雁屋 燈
雁屋家的『鬼子』，與日傘一起逃離雁屋家。
日傘
燈的『鎮物』

### 委托人及其相關者
山下 和枝
第1卷中的委托人。25歲。與其姐相依為命。
山下 優紀子
和枝的姐姐，在一個月前跳樓自殺。
杉田 智之
優紀子的男友。

嵯峨 雄二郎
嵯峨 雄介
見#主要人物
嵯峨 朝子
雄二郎的第二任妻子。在一年前上吊自殺死亡。
嵯峨 秋
朝子的女兒，雄介的異母妹妹。在一年前『強迫自殺』死亡。
嵯峨 绫音
雄二郎的第三任妻子。

立花 琴子

亞城
『金魚屋』的老人。金魚收藏家。
更紗、蝶尾
居住『金魚屋』的女孩，被亞城當作金魚培養著。其後被水無瀨家收留。

牧原 和馬
24歲。和女友同居。
山村 美咲
牧原的同居女友。在去年秋天因意外溺死。

白木 麻須美
47歲。彩的母親。
白木 彩
17歲。

佐藤 晴宏
全家集體自殺事件的生還者。

丹波 實

### 其他
深山 靜香
小田桐高中時的後輩，文藝部部員。
小靜
日斗身邊的鬼，在水無瀨 白峰製作的『神』的殘骸中誕生。

## 出版書籍
| 出版順序 | 日版書名 | 中文版書名                              | 出版日期（日） | ISBN（日）             | 出版日期（台/港） | ISBN（台/港）          |
| -------- | -------- | --------------------------------------- | -------------- | ---------------------- | ----------------- | ---------------------- |
| 1        |          | B.A.D.事件簿(01) 繭墨今天也要吃巧克力   | 2010年1月30日  | ISBN 978-4-04-726286-7 | 2011年11月18日    | ISBN 978-957-10-4673-0 |
| 2        |          | B.A.D.事件簿(02) 繭墨絕不向神祈禱       | 2010年3月29日  | ISBN 978-4-04-726444-1 | 2012年1月18日     | ISBN 978-957-10-4757-7 |
| 3        |          | B.A.D.事件簿(03) 繭墨知道童話的結局     | 2010年7月30日  | ISBN 978-4-04-726656-8 | 2012年5月14日     | ISBN 978-957-10-4856-7 |
| 4        |          | B.A.D.事件簿(04) 繭墨沒有握住伸出來的手 | 2010年11月29日 | ISBN 978-4-04-726889-0 | 2012年7月13日     | ISBN 978-957-10-4957-1 |
| 5        |          |                                         | 2011年1月29日  | ISBN 978-4-04-727029-9 |                   |                        |
| 6        |          | B.A.D.事件簿(05) 繭墨嘲笑貓的狂言       | 2011年4月30日  | ISBN 978-4-04-727223-1 | 2012年12月14日    | ISBN 978-957-10-5092-8 |
| 7        |          | B.A.D.事件簿(06) 繭墨總是索然無味地沉睡 | 2011年7月30日  | ISBN 978-4-04-727396-2 | 2013年5月16日     | ISBN 978-957-10-5173-4 |
| 8        |          |                                         | 2011年10月30日 | ISBN 978-4-04-727583-6 |                   |                        |
| 9        |          | B.A.D.事件簿(07) 繭墨不在乎人偶的悲傷   | 2012年1月30日  | ISBN 978-4-04-727791-5 | 2013年9月13日     | ISBN 978-957-10-5350-9 |
| 10       |          | B.A.D.事件簿(08) 繭墨從不獻花給骷髏     | 2012年4月28日  | ISBN 978-4-04-727990-2 | 2014年4月16日     | ISBN 978-957-10-5557-2 |
| 11       |          |                                         | 2012年7月30日  | ISBN 978-4-04-728205-6 |                   |                        |
| 12       |          | B.A.D.事件簿(09)繭墨冷眼望著人們的慟哭  | 2012年10月29日 | ISBN 978-4-04-728416-6 | 2015年1月15日     | ISBN 978-957-10-5861-0 |
| 13       |          | B.A.D.事件簿(10)繭墨佇足夢境與現實之間  | 2013年1月30日  | ISBN 978-4-04-728657-3 | 2015年9月3日      | ISBN 978-957-10-6128-3 |
| 14       |          |                                         | 2013年8月30日  | ISBN 978-4-04-729090-7 |                   |                        |
| 15       |          |                                         | 2013年12月26日 | ISBN 978-4-04-729324-3 |                   |                        |
| 16       |          |                                         | 2014年5月30日  | ISBN 978-4-04-729667-1 |                   |                        |
| 17       |          |                                         | 2014年12月26日 | ISBN 978-4-04-730114-6 |                   |                        |

## 廣播劇CD
於2011年2月16日發售，Fami通文庫廣播劇CD・FB CollectDrama系列。
- FB CollectDrama01《B.A.D. 嘲笑髑髏》（ASIN B004FW3BJQ）。

### 登場角色
- 繭墨あざか：丹下櫻
- 小田桐勤：杉田智和
- 嵯峨雄介：近藤隆
- 山下和枝：世戸さおり
- 山下優紀子：細野雅世
- 杉田智之：石上裕一
- 嵯峨雄二郎：石井康嗣
- 嵯峨綾音：加藤美佐

### 製作人員
- 原作：綾里けいし
- 劇本：みなづきともこ
- 制作：ツーファイブ
- 音樂：山田康人
- 封面插圖：kona
- 包裝設計：Aether Design Inc.
- 協力：田沢大典、ファミ通文庫編集部

## 外部連結
- FB CollectDrama系列公式網頁